# El pueblo de los malditos (película de 1995)
El pueblo de los malditos (título original: John Carpenter's Village of the Damned) es una película de horror y ciencia ficción de 1995 dirigida por John Carpenter. Se trata de una adaptación de la película homónima (1960), inspirada en la novela fantástica The Midwich Cuckoos (1957) de John Wyndham, pero la ambientación original se desplaza del Reino Unido a los Estados Unidos y el producto general se distingue por la introducción de una violencia gráfica formada de escenas visiblemente fuertes.
Entre los protagonistas están Christopher Reeve (su última actuación antes de la parálisis permanente causada por un accidente en caballo), Kirstie Alley, Linda Kozlowski, Michael Paré, Meredith Salenger y Mark Hamill. La película se estrenó en las salas cinematográficas estadounidenses el 28 de abril de 1995.

## Argumento
En el pueblo costero de Midwich vive y trabaja el doctor Alan Chaffee con su esposa Barbara, una agente inmobiliaria. En el pueblo también viven la maestra Jill McGowan y su esposo Frank, el pastor George y Melanie Roberts.
En un día de verano, todos los residentes de Midwich celebran el aniversario del pueblo excepto Alan, que sale a cargar gasolina a la carretera y Frank, que conduce al pueblo vecino por unos encargos. Alrededor de las diez de la mañana todos los habitantes del pueblo se desmayan, incluidos los animales domésticos y el ganado de pastoreo. Frank, mientras regresa, pierde el conocimiento al llegar a Midwich, muriendo al chocar contra un camión abandonado.
La policía y organismos de seguridad optan por acordonar el área, ya que los rescatistas que ingresaban al lugar también se desmayaban. La jefe de operaciones es la doctora Susan Verner de la Fundación Nacional de Ciencias; ella le explica a Alan que algo debe haber sucedido en Midwich que afecta a todos, especialmente porque no se puede contactar a nadie. Tras seis horas, el efecto en el área parece desaparecer por lo que Alan y Verner llegan al pueblo junto con la policía y el ejército, descubriendo que los aldeanos han recuperado la conciencia sin que se puedan identificar secuelas.
Semanas después del incidente, Alan descubre que diez mujeres resultaron embarazadas el día de los desmayos, incluidas su esposa Bárbara, Jill y Melanie, una chica virgen. La doctora Verner se interesa en este fenómeno y ofrece dinero a las mujeres embarazadas y sus familias si dan a luz y crían a los niños. Nueve meses después, las mujeres entran al mismo tiempo en trabajo de parto y dan a luz a cinco niños y cinco niñas albinos. Tras el parto, Verner declara que la hija de Melanie nació muerta, pero evita entregar el cuerpo.
A través de una prueba de ADN se determina que los niños no están genéticamente emparentados con sus padres putativos, por lo que Alan y Verner teorizan que se trata de xenogénesis, es decir, la implantación de un feto ajeno en el útero. Aunque los niños no descienden de maridos y parejas locales, las mujeres quieren quedarse con sus hijos, especialmente Jill, quien se niega a aceptar que el bebé no es suyo, ya que insiste en aferrarse a la idea de que es un recuerdo de su esposo.
Alan llama a su hija adoptiva "Mara" y Jill llama a su hijo "David". Los niños crecen muy rápido y, en el período siguiente, hay una serie de accidentes y suicidios en el pueblo. La primera víctima es la esposa de Alan, Barbara; quien, después que su hija activa algún tipo de control mental, primero deber ser rescatada por Jill cuando sumerge la mano en agua hirviendo y finalmente salta desde un acantilado. En poco tiempo los bebés se desarrollan hasta lucir como niños de primaria, con rasgos similares, carencia de emociones e inusualmente inteligentes. Mara es su líder y todos se comportan en parejas mixtas, excepto David, ya que su pareja debía ser la hija de Melanie; esto parece influir en el niño, quien demuestra poseer mayor desarrollo emocional y una naturaleza humana más intensa que sus camaradas.
La segunda víctima es el oftalmólogo local, quien accidentalmente lastimó a uno de los niños durante una revisión, por lo que Mara obligó al médico a quemarse los ojos. El pastor del pueblo se preocupa por la seguridad de su iglesia y Jill le pide a Alan que sea el tutor de los niños, ya que parece ser al único que respetan. Sin embargo, Alan tiene problemas para enseñar, ya que Mara no quiere que el grupo participe del todo, también se entera de que David sabe sobre la niña fallecida, lo que sigue siendo inexplicable para él. Mientras tanto, Melanie, la madre del niño fallecido, se quitó la vida.
La tercera víctima es el cuidador alcohólico Carlton, que golpea con su escoba a uno de los niños del colegio, por lo que los niños lo controlan para que se arroje desde el techo y se empale con su escoba.
Verner confiesa a Alan que hay más pueblos con niños como este en todo el mundo y le permite acceder al lugar donde mantienen confinado al décimo niño; aunque no se muestra a la hija de Melanie, verla convence a Alan de que los niños no pueden ser humanos. Verner advierte a Alan que los niños pueden leer las mentes y que no deben descubrir lo que Alan acaba de saber, por lo que le enseña a concentrarse en ideas simples para ocultar sus pensamientos. Esa misma noche, Mara intenta espiar sus mente, pero él logra sellar sus recuerdos pensando en las olas del mar. Mara señala a Alan que ha decidido que desde ahora los niños vivirán en un granero remoto y él los cuidará. Esa misma noche, los padres llevan a sus hijos al establo.
La cuarta víctima de Midwich es uno de los padres que intenta obligar a su hija Judy, una de los niños, a regresar a su casa, pero los niños lo hacen estrellar su automóvil contra un tanque de gasolina. Mientras tanto, Verner le dice a Alan que los otros pueblos con niños así fueron destruidos y que se ha ordenado lo mismo para Midwich. Por la noche, Mara le dice a Alan que el grupo debe huir y establecerse en otro lugar y decidieron que Alan debe ayudarlos. Al mismo tiempo, Mara considera cada vez más a David como un alborotador, ya que su individualidad se está fortaleciendo por encima de la mente colectiva del grupo, razonando que esto se solucionará si lo reúnen con su compañera.
El pastor del pueblo intenta asesinar a Mara con su rifle de caza, pero los niños lo obligan a pegarse un tiro. Por la noche hay disturbios en el pueblo ya que Sarah, la viuda del pastor, reúne a los habitantes en una turba que se dirige al granero para acabar con los niños. Al llegar al lugar Sarah y algunas de las personas son controladas y obligadas a quitarse la vida de forma atroz, por lo que el resto de la turba huye horrorizada.
Posteriormente, los niños encaran a la Dra. Verner en su laboratorio y la obligan a revelar el lugar donde la hija de Melanie es contenida, una vez que logran controlar a la doctora esta los lleva allí para que David se reúna con ella. En el lugar descubren que su cadáver era mantenido como espécimen de estudio porque que efectivamente murió al nacer ya que no logró desarrollar una apariencia humana, revelando su forma original como un alienígena. Tras esto, obligan a Verner a acostarse sobre la mesa de operaciones y realizarse una autopsia a sí misma.
La Guardia Nacional intenta asaltar el granero, pero los niños los obligan a matarse entre sí. Alan decide ocultar una bomba en su maleta para destruir a los niños. Conduce hasta el granero y se encierra allí con ellos intentando ganar tiempo hasta el momento de la detonación, ignorando las exigencias de Mara; en cambio, intenta salvar a David buscando un pretexto para sacarlo del granero y reunirlo con Jill. Mara ve a través de esto y los niños intentan usar sus poderes telepáticos en Alan, pero no son capaces de romper su concentración.
Cuando Jill intenta huir con David, Mara la ataca telepáticamente, lo que hace que el niño se rebele contra el grupo en un intento de proteger a su madre. Jill aprovecha la oportunidad y huye con David. Los niños atacan el bloqueo mental de Alan con tanta fuerza que finalmente descubren la bomba de tiempo en la maleta, pero ya es demasiado tarde, el granero explota y los ocho niños restantes mueren junto con Alan mientras Jill huye de Midwich en auto con David.

## Reparto
- Christopher Reeve como Alan Chaffee.
- Kirstie Alley como Dr. Susan Verner.
- Michael Paré como Frank McGowan.
- Linda Kozlowski como Jill McGowan.
- Mark Hamill como Reverendo George.
- Meredith Salenger como Melanie Roberts.
- Peter Jason como Ben Blum.
- Constance Forslund como Callie Blum.
- Pippa Pearthree como Sarah.
- Karen Kahn como Barbara Chaffee.

### Los niños
- Thomas Dekker como David McGowan.
- Lindsey Haun como Mara Chaffee.
- Cody Dorkin como Robert
- Trishalee Hardy como Julie.
- Adam Robbins como Isaac.
- Jessye Quarry como Dorothy.
- Chelsea DeRidder Simms como Matt.
- Renée René Simms como Casey.
- Danielle Keaton como Lily.

## Producción

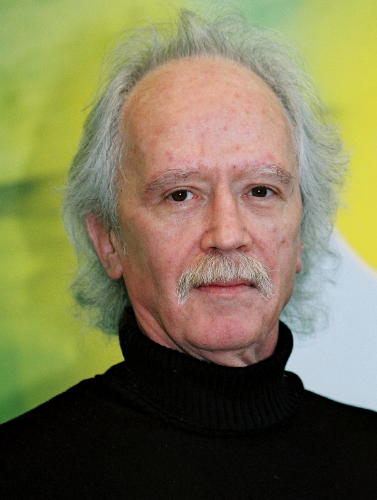
John Carpenter fue el encargado de dirigir la película, aunque nunca se mostró entusiasmado con la misma, tomándola como un simple "deber contractual".

Lloyd Paseman del diario Eugene Register-Guard afirmó que la grabación en "widescreen color" y el reparto de notables actores como Christopher Reeve, Mark Hamill y Kirstie Alley hicieron de la película "todo menos barata". Adicionalmente, algunas escenas de violencia gráfica fueron incluidas en la película, algo que en la producción de 1960 no estuvo presente.
John Carpenter trasladó la historia desde Inglaterra hasta California del Norte y la ubicó en una época contemporánea, dándole mayor protagonismo a los roles femeninos. Hizo fuerte énfasis en el cambio de color de las pupilas de los niños, alternando entre el tono verde, rojo y blancos brillante cuando aplican fuertes poderes psíquicos. Charlotte Gravenor, la estilista, tiñó el cabello de los actores que interpretaban a los niños y luego les aplicó una laca blanca en el pelo, haciéndolos parecer extraterrestres. Bruce Nicholson y Greg Nicotero aplicaron un efecto especial en el que los colores de los ojos cambiaban cuando los niños tomaban el control de los adultos.

## Recepción
Además de ser un fracaso de taquilla, la película recibió una respuesta crítica mediocre. Basado en 34 revisiones recogidas por Rotten Tomatoes, El pueblo de los malditos cuenta con una calificación del 29% de los críticos, con un puntaje promedio de 3.9 sobre 10. En 1996, la película fue nominada en varias categorías de los premios Golden Raspberry.
Lloyd Paseman, del diario Eugene Register-Guard, afirmó que aunque la nueva versión no intentaba hacer de El pueblo de los malditos "algo" que su antecesor no era, la cinta contó con un guion "mediocre" y un flojo desarrollo de la trama. Le dio dos estrellas de cuatro posibles. Paseman rescató las actuaciones de Reeve, Kozlowski y Dekker, pero afirmó que el personaje de Hamill estuvo "mal interpretado", al igual que el resto del reparto.
Janet Maslin, del New York Times, se mostró más entusiasta al considerarla "la mejor película de terror de John Carpenter en mucho tiempo". La adaptación fue "más astuto que atemorizante ... rememorando la historia original con nuevo entusiasmo y una buena cantidad de nuevos trucos". En una entrevista de 2011, Carpenter describió la película como un "deber contractual" que "realmente no le apasionaba".